# Crotalaria beddomeana
Crotalaria beddomeana är en ärtväxtart som beskrevs av Krishnamurthy Thothathri och A.A.Ansari. Crotalaria beddomeana ingår i släktet sunnhampor, och familjen ärtväxter. Inga underarter finns listade i Catalogue of Life.